# إنها تثلج في مراكش
إنها تثلج في مراكش هو فيلم قصير بإنتاج مغربي-سويسري من إخراج هشام عين الحياة سنة 2006، و بطولة كل من أتمن كيليف، عبد الجبار لوزير، عبد الصمد مفتاح الخير، مجدولين الإدريسي، وآخرين.

## القصة
يحاول كريم ابن الـ28 عاماً والذي يعيش في جنيف تحقيق أمنية والده الأخيرة بالتزلج في سويسرا، وحين يتقدم بطلب تأشيرة سفر لوالده، يواجه رفض السلطات، فيقرر أن يأخذ والده إلى أحد المنتجعات المغربية، ويحاول إقناعه أنها في الحقيقة الألب السويسرية. يبذل كريم كل ما بوسعه بمساعدة من أخته وصديقه ليمنح والده رحلة لا تنسى إلى جبال الألب، دون أن يغادر المغرب.

## روابط خارجية
- إنها تثلج في مراكش على موقع IMDb (الإنجليزية)
- إنها تثلج في مراكش على موقع ألو سيني (الفرنسية)
- إنها تثلج في مراكش على موقع قاعدة بيانات الفيلم (الإنجليزية)
- إنها تثلج في مراكش على موقع كينوبويسك (الروسية)
- إنها تثلج في مراكش على موقع swissfilms